# Elisa Montés
Elisa Montés, née Elisa Rosario Valeriana Angustias Francisca de la Santísima Trinidad Ruiz Penella le 15 décembre 1934 à Grenade (province de Grenade, Andalousie) et morte le 9 octobre 2024 à Madrid, est une actrice espagnole qui a emprunté son nom de scène à la célèbre pièce de son grand-père, le compositeur Manuel Penella, El gato montés.

## Biographie

### Famille
Elisa Montés est la fille de Magdalena Penella Silva et de l'homme politique Ramón Ruiz Alonso (es), ex-député de Grenade de la CEDA, responsable de l'arrestation de Federico García Lorca qui aura pour conséquence son assassinat durant la guerre d'Espagne. Elle est aussi
l'arrière-petite-fille du compositeur Manuel Penella et la nièce de la chanteuse Teresita Silva (es). Ses sœurs sont des actrices Emma Penella et Terele Pávez. Elle s'est mariée à l'acteur Antonio Ozores. Leur fille, Emma Ozores (es), est également actrice.

### Enfance et carrière
Elisa Montés est née à Grenade, au 16 rue Capuchinas. À sa naissance, elle a reçu le nom d'Elisa Rosario Valeriana Angustias Francisca de la Santísima Trinidad, lorsqu'elle a été baptisée le jour des Saints Innocents 1934 dans la basilique de Nuestra Señora de las Angustias à Grenade.
Dès son plus jeune âge, elle décide de se consacrer au métier d'actrice et fait ses débuts sur grand écran en 1954 avec le film Elena, de Jesús Pascual Aguilar (es). Tout au long des années 1950, elle travaille assidûment dans l'industrie cinématographique et obtient des rôles notables, notamment dans La vida en un bloc (es) de Luis Lucia Mingarro, d'après le texte original de Carlos Llopis, Ana dice sí de Pedro Lazaga (1959), aux côtés de Fernando Fernán Gómez et Analía Gadé, et La cuarta ventana de Julio Coll (1963), aux côtés de ses deux sœurs. Elle fait également quelques incursions sur scène, comme dans Henri IV (1958) de Luigi Pirandello, mis en scène par José Tamayo au Teatro Español de Madrid.
Dans les années 1960, on la voit fréquemment dans des westerns spaghetti, avec des titres tels que Le Grand Défi (1966), Gringo joue sur le rouge (1966), Texas Adios (1966), Le Retour des sept (1967), Django le Proscrit (1969) ou Captain Apache (1971).
Le 24 mai 1960, elle épouse l'acteur Antonio Ozores en l'église de San Agustín (Madrid). Ils ont une fille, Emma Ozores, l'année suivante. Ils se séparent huit ans plus tard. Emma restera plus tard avec son père.
C'est également à cette époque qu'elle commence à travailler à la télévision espagnole, en apparaissant dans la série Tragedias de la vida vulgar, avec son beau-frère José Luis Ozores, et en faisant partie de la distribution de l'émission spéciale surréaliste à succès de Valerio Lazarov, El Irreal Madrid (1969).
Par la suite, ses apparitions au cinéma et à la télévision diminuent progressivement. Elle participe néanmoins à l'une des séries les plus emblématiques de l'histoire de la télévision en Espagne, Le Bel Été (1981), d'Antonio Mercero, dans laquelle elle joue le rôle de Carmen, la mère de Bea (Pilar Torres) et Tito (Miguel Joven).
D'autre part, elle relance sa carrière théâtrale, qu'elle avait commencé dans les années 1960 (Le Bal des voleurs, 1963 ; La herida del tiempo, 1960 ; Tengo un millón, 1960 ; La noche de los cien pájaros, 1972) et joue, entre autres, dans les pièces Es mentira (1980) et Las prostitutas os precederán en el reino de los cielos (1984), de José Luis Martín Descalzo, un monologue qu'elle interprète pendant dix ans avec un grand succès critique et public.
En 1991, elle revient au cinéma pour jouer dans Martes de Carnaval, aux côtés de Fernando Guillén et Juan Diego. Avant de se retirer de l'espace public, elle apparaît encore dans la série d'Antena 3 Hermanos de leche (1994-1995) et dans le film Mar de luna (1995), avec sa sœur Emma Penella.
En mars 2017, elle revient à la télévision pour quelques heures, car elle rend visite à sa fille Emma à Guadalix de la Sierra, alors qu'elle participe à la cinquième édition de Gran Hermano VIP.

## Filmographie
- 1954 : Elena de Jesús Pascual Aguilar (es)
- 1954 : Once pares de botas (es) de Francisco Rovira Beleta : Esther
- 1955 : El mensaje de Fernando Fernán-Gómez
- 1956 : La vida en un bloc (es) de Luis Lucia Mingarro
- 1957 : Ces sacrés étudiants (Noi siamo le colonne) de Luigi Filippo D'Amico : Sofia
- 1957 : El batallón de las sombras (es) de Manuel Mur Oti : Isabel
- 1957 : Faustina de José Luis Sáenz de Heredia : Elena
- 1959 : Casque blanc (El casco blanco) de Pedro Balañá et Tony Saytor
- 1959 : Ana dice sí de Pedro Lazaga
- 1963 : La cuarta ventana de Julio Coll
- 1963 : Comme s'il en pleuvait (La tela de araña) de José Luis Monter : Esperanza de la Vega
- 1964 : Gibraltar de Pierre Gaspard-Huit : Lola
- 1964 : Le Grand Défi (Ercole, Sansone, Maciste e Ursus gli invincibili) de Giorgio Capitani : Omphale
- 1965 : Les Deux Toréadors (I due toreri) de Giorgio Simonelli : Manuela
- 1965 : Erik, le Viking de Mario Caiano : Wa-ta-wa
- 1965 : Deux Mafiosi contre Goldginger (Due mafiosi contro Goldginger) de Giorgio Simonelli : Mary
- 1965 : Django le Proscrit (El proscrito del rio Colorado) de Maury Dexter : Francesca
- 1966 : Pour un dollar de gloire (Per un dollaro di gloria) de Fernando Cerchio : Brenda
- 1966 : Gringo joue sur le rouge (Sette dollari sul rosso) d'Alberto Cardone : Sybil
- 1966 : Texas Adios (Texas, addio) de Ferdinando Baldi : la mulatta
- 1966 : Carré de dames pour un as de Jacques Poitrenaud : la chanteuse
- 1966 : Le Retour des sept (Return of the Seven) de Burt Kennedy : Petra
- 1967 : Le Baron vampire (La isla de la muerte) de Mel Welles : Beth Christiansen
- 1967 : Le Cobra (Il cobra) de Mario Sequi : Corinne
- 1969 : Les Brûlantes (Noventa y nueve mujeres) de Jesús Franco : Helga, no 97
- 1969 : Django ne prie pas (I vigliacchi non pregano) de Mario Siciliano : Julie
- 1969 : Sumuru, la cité sans hommes (Die sieben Männer der Sumuru) de Jesús Franco : Irene
- 1969 : Estudio amueblado 2.P. (es) de José María Forqué : Monique
- 1971 : La araucana de Julio Coll : La Coya
- 1971 : Captain Apache (Capitán Apache) d'Alexander Singer : Rosita
- 1972 : Der Todesrächer von Soho de Jesús Franco : Helen
- 1974 : El chulo (es) de Pedro Lazaga : Doña Carmen
- 1976 : Ambiciosa (es) de Pedro Lazaga : Amparo
- 1976 : Fulanita y sus menganos (es) de Pedro Lazaga : Dolores
- 1977 : Carne apaleada (es) de Javier Aguirre
- 1978 : Der Tiefstapler (de) de Karlheinz Bieber (de)
- 1979 : Polvos mágicos de José Ramón Larraz : Alberta
- 1979 : L'Aéronef (Das Luftschiff) de Heiner Carow : Mathilde
- 1981 : Le Bel Été (Verano azul), série télévisée d'Antonio Mercero
- 1991 : Martes de Carnaval de Pedro Carvajal et Fernando Bauluz
- 1995 : Mar de luna de Manolo Matji